# Indeterminisme
Indeterminisme er i klassisk filosofi dét grundsynspunkt, at vi har en fri vilje og at vi kan vælge frit mellem foreliggende muligheder. Dét indebærer, at alt så ikke har en årsag, modsat determinisme. 1700-tals filosoffen David Hume mente ikke, at der er en rationel begrundelse for årsag - of dermed princippet om kausalitet!
Siden da er der tilkommet kvantefysikken, hvor ting sker "af sig selv" og evolutionslæren, der er fuld af tilfældighed og uforudsigelighed. Moderne kaosteori sætter spørgsmål ved determinismen, om at alt er styret af et sæt regler, der kun vil generere én og kun én sekvens af fremtidige tilstande. Indeterminisme kunne være opståede fejl ved en af de mange determinanter. Spørgsmålet om den fri vilje eller "både og" er stadig ikke klarlagt. Forstyrrelser introducerer fejl i lagret hukommelse og måske er der tale om at "støj" er grundlaget for fri vilje og "at tænke" i potentielle alternative handlings muligheder (som vi kan gøres ansvarlige for), eller det er måske kilden til kreativitet og helt nye tanker!
Vi kan tænke hvad vi vil (og vil) , så det vi vil kan ikke være opstået før vi begyndte at tænke!
Indenfor religion vejleder (forsynet) personen, der har en fri vilje.